# 蜑家
疍家，又稱但戶、蛋家、疍戶、疍民，別名白水郎、蛇種、龍戶、馬人、盧亭、鮫人等，是中國一種以船為家的獨特漁民社羣，因常年水上漂泊而又被稱為「水上的吉卜賽人」。由於他們生活在船艇上，他們的腳與生活在陸地上的人略有差別，被歧視稱為「曲蹄」，士大夫則雅稱之為「艇戶」。疍家以舟為室、以海為路、以漁為業，都是過「水流柴」的生活，到處漂泊，主要分布在廣東、福建、廣西、海南等區域，明代固定實行戶籍冊（黃冊）制度時疍民因不住陸上而單獨成類，地位相當於賤民，被禁止上岸居住、接受教育和參加科舉，不能與岸上人家通婚，也不能編冊入戶，但在歷朝官方教化議程裡，疍民很少被認為是「異族」。清朝在雍正初年消除疍民的賤籍，國民政府在1934年發布《嚴禁壓迫疍民惡習》，往後歷代政府也都一直有所推進改變疍民社會地位。

## 起源
对福州疍民研究发现，疍家人的主要父系是O1a1a1a1a1a1-M119-F492、O1b1a1a1a1b1b-M95-CTS651、O1b1a2a1-Page59、O2a1c1a1a1a1d1-F325-F930和O2a4b1a1a1。其中O1a1a1a1a1a1-F492和O1b1a1a1a1b1b-M95-CTS651在沙埕疍家人中以50%（17/34）的高比例出现，但这两种类型在新石洲疍家人中不存在。同样新石洲疍家人中O2a1c1a1a1a1d1-F325-F930、O2a2b1a1a4a-F5-Z25853占了36%（14/39），在沙埕疍家人中不存在。在母系血统方面，确定了六种主要单倍群类型，包括M7b(21.9%，16/73)、M7c(9.59%，7/73)、F1a(9.59%，7/73)、FxF1a(8.22%，6/73)、D4(8.22%，6/73)、M9a1a1(6.85%，5/73)。原始祖先来自于长三角地区的农民，还有来自东亚南部多个来源的额外混合。与汉族人关系密切，但与南方汉族相比，拥有更多南岛人和壮侗人的东亚血统。厦门大学重建的分化人口史显示，南部新石州疍家人比北部的沙埕疍家人有更多与壮侗或沿海的新石器-青铜时代东亚人有关的祖先。
蜑人據歷史文獻記載分成南北兩支，早期學者視為同族。據多位學者考究蜑家起源，水上人多是到江海避戰爭難之人，而在珠江口的疍家最早應為百越族系南越族群一支，源古越族，因不肯為秦虜，於秦朝開始就有羣體逃亡入江海，而历朝历代都有中原人南逃躲入江海隱姓埋名，融入疍民，令其成分多元，且活動範圍廣泛，如元代未年有部分船民在大運河一带活動。

### 南北蜑源流
據部分學者研究，認為南蜑與北蜑有別，觀點指宋代以前，一般所言之 「蠻蜑」，多為穴居野處之民族，尚未有水上居民之意，同時指北蜑、巴蜑和嶺南蜑族沒有關聯。吴永章推定，魏晉南北朝時鄂、川、湘、黔邊區的蜑人，應是廩君蠻後裔即土家族先人，而隋唐以後的嶺南蜑人則屬於越族後裔。馮國強認為以宋代作分界，此時期前分布於長江中上游的北蜑，一支是渝東、鄂西、黔東一帶的巴州蜑，還有一支是湘西武陵地區的荊州蜑，為巴州蜑移民後代，前述者為土家、瑤、苗等族先民。詹坚固認為明清時疍民已基本漢化。
但根據疍民的自述，其來源有多種不同的說法，有謂疍戶為蒙古色目人種，元滅時閩人斥之不使踐土；有謂疍民系李自成舊部流入閩中，而自儕於奴隸者。

### 文籍記述
「蜑」最早記載是主要集中在巴蜀臨近長江一帶的蜑人，一些學者研究曾認為其為南方疍民的一個來源，自春秋時期便在此地臨水居住和活動。到晉代時，巴蜀蜑人的活動空間進一步擴大。而除巴蜀外的長江以南地區，如長沙、常德一帶等古屬楚地之湘西地區，也有諸多關於蜑和蠻蜑的記載，整體蜑人活動區域遍布巴蜀及湘江流域，但兼有陸居和水居。
據南齊書記載，建元元年（433）十月巴蜀涪陵郡蜑民曾有見證祥瑞並有舉行儀式奉敬神物，當時還有官員對蜑人施行安撫。北史則有記載天和初年信州蜑人據江反叛、對抗規模當時達到二千餘里。
至唐柳宗元《嶺南節度饗軍堂記》記述：“卉裳罽衣，胡夷蜑蠻，睢盱就列者，千人以上。”
而到了北宋時期，樂史在《太平寰宇記》卷一五七記載：“蜑戶，縣所管，生在江海，居多舟船。隨潮往來，捕魚為業，若居平陸，亡即多，似江東白水郎業”。 
宋朝周去非之《嶺外代答》卷三外國下“疍蠻”條記載在欽州三種不同產業的蜑民：“以舟為室，視水如陸，浮生江海者，蜑也。欽之蜑有三：一為魚蜑，善舉網垂綸；二為蠔蜑，善沒海取蠔；三為木蜑，善伐山取材。凡蜑極貪，衣皆鶉結。得掬米，妻子共之。夫婦居短篷之下，生子乃猥多，一舟不下十子。兒自能孩，其母以軟帛束之背上，盪漿自如。兒能匍匐，則以長繩繫其腰，於繩末繫短木焉，兒忽墮水，則緣繩汲出之。兒學行，往來篷脊，殊不驚也。能行，則已能浮沒。蜑舟泊岸，群兒聚戲沙中，冬夏身無一縷，真類獺然。蜑之浮生，似若浩蕩莫能馴者，然亦各有統屬，各有界分，各有役於官，以是知無逃乎天地之間。廣州有蜑一種，名日盧停，善水戰。”

最早的《香山縣志》中記錄了對蜑家徵稅的情況：“魚課米：洪武二十四年二千一百七十九石三斗二升。成化後，更定蛋戶二百八十七石二斗四升三合。有閏月加米二十八石七斗三升。業戶一千四十，米四百石四斗七升。閏月加米九十五石六斗”。 由此可知，至遲在洪武年間，香山所在地區已有納稅疍戶。疍戶以漁鹽為業，既稱“魚課始自宋”，蜑家的歷史至少始於宋。舊時分佈於珠江下游各支系的水上居民、流動漁民稱作疍家人。疍家是中國沿海水上居民的一個統稱。疍家，這一稱謂有人認為是因為疍家人常年以舟為家，生活在海上，如蛋殼漂泊於海面，所以稱為疍家；也有人認為疍家人常年在海上與風浪搏鬥，處於險惡的生存壞境，和獨特的謀生手段，生命無保障，如同蛋殼般脆弱，故稱為疍家。

## 身份變遷
疍家人長期被視作「賤民」，被禁止上岸，也禁止與陸上居民通婚，更談不上受教育。在明清代地理與經濟生活變化中，除捕魚撈蝦外疍民也開始轉向多種謀生方式，如水上運輸和削竹、編竹等手工業，以及經營如艇仔粥之類的小商小販生計。還有一部分疍家轉而洗腳上田，租耕種沿河沙田坡地，採蜆兼種田。
明清以來疍民社羣的主要特徵，除賤民身份地位和水居生活外，還有一點是宗族化程度低——疍民社會未有儒家所謂禮教或綱常的約束，也沒有明顯的宗族界線，男女交往及婚姻也較自由，有兄終弟及婚和翁媳婚習俗。
舊時廣州一帶的疍民，水上生活主要以捕魚、撈蜆為業；也有在河涌和兩岸之間，撐「橫水渡」渡人，或掛靠內河運輸公司，從事將木材沙石等從小船運上大船的運輸工作；還有就是夜間在長堤、白鵝潭、荔枝灣一帶，向游船上談生意、談戀愛、尋消遣的客人，兜售燒生蠔、魚生粥、艇仔粥、炒蜆炒螺、花生糖、香煙等小食；還有一條謀生路是操持皮肉生意，李小翠認為疍家婦女是受生活所迫，被稱為「魚蛋妹」，實是不厚道的市井稱呼。

### 籍戶管理
早在唐代，官府就有對疍民實施戶籍管理，並予以徵稅，「蜑戶者……自唐以來計丁輸課於官。」元代戶口設置雖然類別復雜，但疍民未列在內而屬於最低等的雜戶，其在官府中的主要作用是採集珍珠，名稱為「烏蜑戶」。到了明代，天下戶口分為民戶、軍戶和匠戶三等，而疍民則與樂戶、佃仆、墮民、娼妓、優伶等同屬賤民階層。自明代始嶺南各地普遍存在疍民登記入戶情況，疍民群體由此是被納入官府常態管理。
到了明清交替之際，南海疍民為擺脫「賤民」身份有採用不同方式做出抗爭——瓊州海峽北部（簡稱海北）以上水域的疍民多選擇以武力對抗，而南部地區（海南）疍民則多選取訴訟形式，由此海南疍民相對更多被當局「編戶齊民」擺脫舊有地位，至雍正、乾隆兩朝，海北疍民徹底淪為賤民身份，直至二十世紀二十年代才出現改善。
晚明時期，因海盜活動與官府施政夾擊，令到疍民羣體有所強化對抗事態，據《粵西詩文載》載明嘉靖期間，柳州疍民「繡錯而居，獷悍難治」，另當局施以「珠池之禁」嚴重影響到採集珍珠疍民的生計後，致使北部灣一帶有疍民蘇觀升、周才雄等起事，官府被迫出動官兵圍剿；同一地方疍民梁本豪則與倭寇有所聯繫，不利東粵管治秩序，催生官府對疍民施加保甲制。
崇禎年間（1628～1644）新安縣知縣周希曜在公文中提出對疍民「編蛋甲以塞盜源」；在惠州，疍民則設有「疍長」；東莞「沿海疍民分為上下十二社。編次里甲，如縣之坊都」；香山縣也在明洪武二十四年（1391）設立河泊所，將疍民納入管理，對全縣疍戶實行保甲制。乾隆十四年（1749），為加強澳門海域管理，防范海盜，當地縣府發文：「一切在澳快艇、果艇及各項蛋戶罟船通行，確查造冊，發縣編烙，取各連環保結，交着保長管束，許在稅廠前大馬頭灣泊，不許私泊他處，致有偷運違禁貨物，藏匿匪竊，往來誘賣人口及載送華人進教拜廟，夷人往省買賣等弊。每日派撥兵役四名分路巡查，遇有潛泊他處船艇即時稟報，查拏按律究治。失察之地保一併連坐，兵役受賄故縱，與犯同罪。」
後來朝廷注意到廣東河道上人數眾多的蜑家備受歧視，清雍正七年（1729），雍正皇帝下發《恩卹廣東疍戶》令，允許疍戶上岸建屋居住，強調其地位身份與四民無異，但實際上對疍民存在的諸多歧視依舊存續。明初至清末九姓漁民也是在社會最底層苦捱，隱忍世間不公，唯一恩典是在身故後才被允許葬在岸上，到清同治年間嚴州知府戴槃奏請裁革對當地漁戶的課稅、准予他們改賤為良，獲朝廷恩准也有所改變當地漁戶狀況——雖然有少部分人棄船登岸，但大多人後期還是維持原漂泊生活。
到中華民國政府時代，也繼續發文賦予疍民平等權利，禁止對疍民的歧視和壓迫，但也大多流於公文

### 徵稅
官府對疍民收稅記錄可追溯到唐代，當時的疍民以漁獵為業、採集水下資源為生，而亦須交稅予官府。宋淳熙十年（1183）馬持國到任廣東鹽運使署任職管理鹽政，「及親事，新會舊有白皮鹽場，為民戶擾，力請罷之。蛋戶丁錢為州縣迫促，亦請蠲之」。明代對疍民「每歲計戶稽船，徵其魚課，亦皆以民視之矣」。明代官府為防止疍民等運輸船隻偷稅，有實施嚴格的處罰措施，在各地也專門設立了河泊所對疍民徵收漁稅，種類就包括漁課稅、魚苗稅、魚潭稅、鸕鶿稅、蛋艚船稅等，還有翎毛、魚油、魚鰾等附加稅。至清代官府對嶺南各地疍民也以徵收漁稅為主。而九姓漁戶的漁課始於明洪武年間，據嚴州府相關記錄，明代之前在嚴州一帶活動的漁戶未被徵收漁課。

### 代墾沙田
珠三角疍家社羣在歷史上的傳統漁葉活動有因海陸地理變化而受影響，如明代開始推行屯田致使珠三角沿海的順德、東莞、新會、香山等地陸上聚落數目增長，在人工開發沙田速度加快後沙田規模擴大，且由於官府未有課稅而盈利前景巨大、越來越被豪強大族控制和壟斷，大多直到中華民國時都一直由明初後發展起來的大村落宗族掌握。由於這些大族世家逐步佔據沙骨、鴨埠、罾門等當時在形成中的淺海灘塗，也壓縮了這一帶依賴上述資源的疍家謀生空間。時向縣衙門承墾沙田的宗族公嘗的族產管理機構和行會等組織，就有所僱傭原在此帶及周邊大小島嶼上以捕撈為生的疍家代為開墾，這一類疍家也就此轉為開發沙田、從事農耕的佃戶。

## 近現代平權化

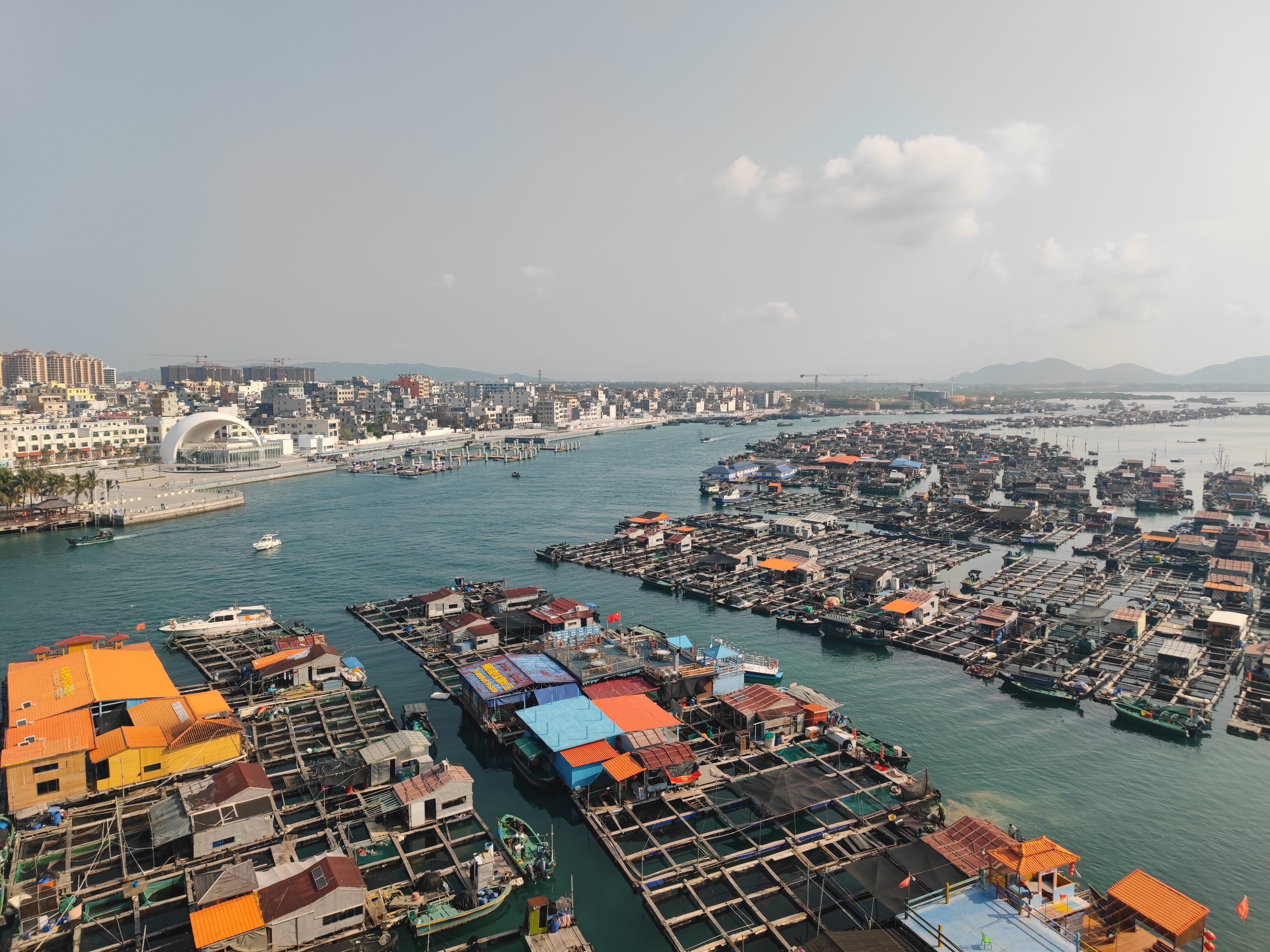
现代疍家人在陵水新村镇海面修建的固定式渔排，用于居住以及从事水产养殖和旅游业

隨著戊戌變法和辛亥革命影響和普及近代思想觀念，圍繞疍民族屬和權利問題的討論擴大，新文化運動後相關社會調查，使得疍民及其文化得到知識界的更大范圍關注。中華民國政府也繼續頒令、立法等務求令疍民平權化，在同一時代的廣東省民政廳也曾頒佈《嚴禁壓迫疍民惡習》政令，指出應消除歧視，反對欺壓，但社會上的歧視和欺壓積習難改，政府推進措施成效作用未有成效。中華人民共和國成立後，政府推進福建、廣東等地疍民上岸定居，以作為解決疍民問題的一項重要工作。廣東方面首要是從沿海疍民為先，之後再到內河疍民：1950年代初政府統一專門修建遷移沿海疍家的定居點，現代廣東沿海的海陸豐、陽江等地漁民新村便屬此類；內河疍民的遷移定居，持續時間較長，跨度由1950年代中後期直到1980年代。福建疍民上岸跨度則持續到1990年代。

## 分類
蜑家分為福州疍民以及廣東疍家人。

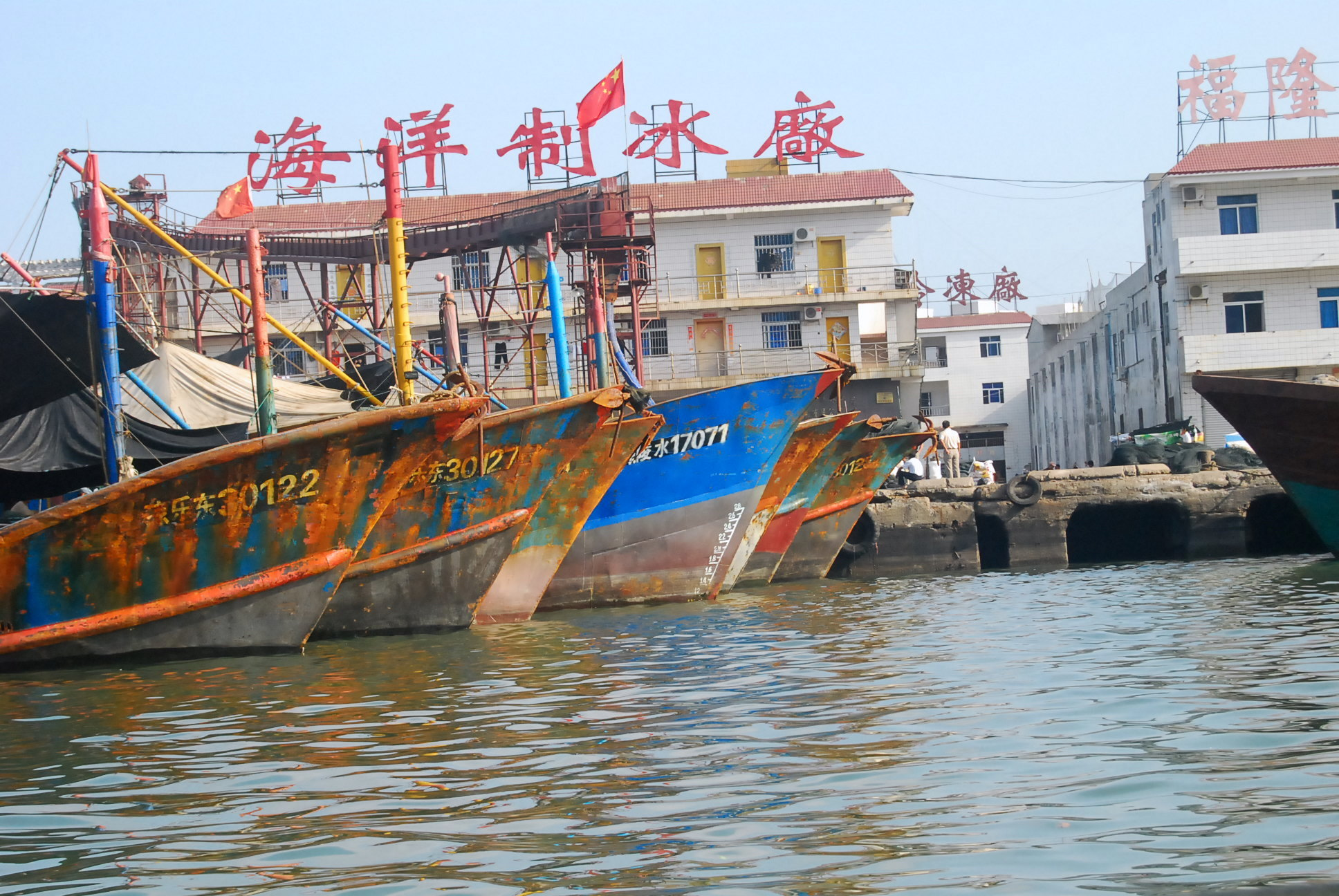
停靠在海南三亞岸邊的疍家漁船

福州疍民以閩語為母語，福建閩東稱福建蜑民為「曲蹄」、福建漁民。
廣東疍家人以粵語為母語，被稱作「水上人」或漁民、疍家人等。
各地蜑民生活在不同船泊、水域和方言區域，所以有不同名稱之分。如依據水域，可分「鹹水蜑民」和「淡水蜑民」兩種，前者多信奉洪聖，後者多信奉龍王。
兩廣（廣東、廣西、海南）的疍家話屬於粵語，而福州疍家人則主要使用福州話。

## 分佈
據史料記載，嶺南的內河和沿海港灣處處皆有疍民分布，聚族而居，自詡「龍戶」，崇拜水神，敬畏自然和呵護謀生的水域。 到明清時代，珠江三角洲大規模圍海造田令地貌變遷，到清未時堤圍遍布珠江三角洲的河網地帶，疍家賴以為生的水域面積也因此而縮減。基於前述變化和陸地經濟社會發展，疍民紛紛遷移到靠近市鎮的河面謀生，流動到廣州、佛山、江門等商業發達市鎮。據葉顯恩調查，在鴉片戰爭前夕，聚集於廣州河面的疍家艇達到84,000艘，而處於北江進入三角洲河網區的要沖三水縣蘆苞，也是疍家云集的商貿要地。 
據近代調查統計，疍民以廣東最多，福建次之，浙江最少；浙江境內疍民主要分佈於溫州甌江，據中華民國時《象山縣志》卷十六載，溫州以北的沿海石浦港一帶也曾有疍民分佈。現所認知的疍家主要生活範圍，處於珠三角、粵西沿海，閩東沿海和閩江流域，閩南廈門鷺江和泉州晉江流域，长江三角洲的江河和海湾流域，在其它閩粵桂瓊浙沿海地區亦有分佈。疍家往往以江海為家，居無定所。

### 福建

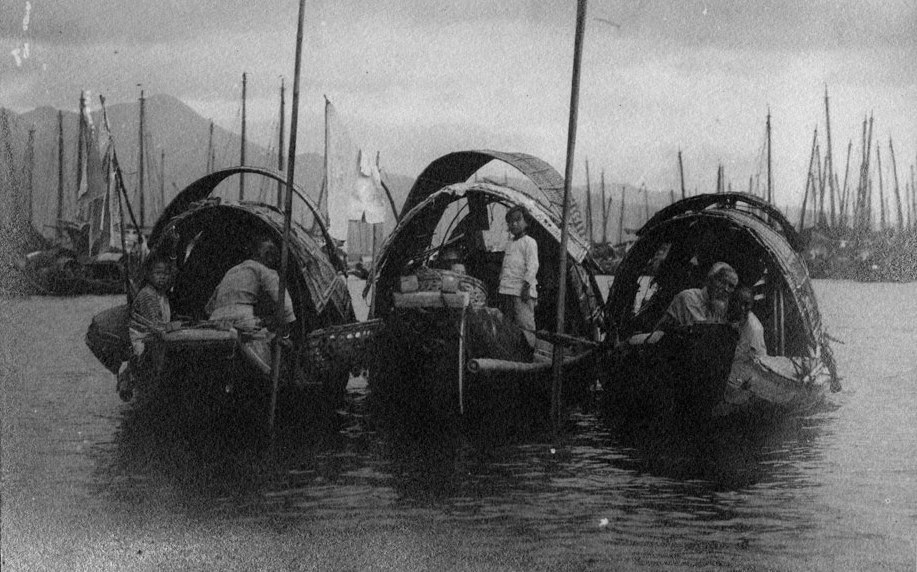
福建疍家

福州疍家终生漂泊于水上，以船为家。在马祖列島有分布的记录，有觀點認為，古代福建沿海一带，曾经多为疍家人的天下。

### 粵港澳
疍家在華南珠江流域各處有所分佈，主要分佈於珠海斗門、廣州番禺、江門新會、深圳、順德、東莞、中山、香港等地。

### 海南
1512年的海南岛人口的7%是蜑家人，每个蜑家户生八九子或至十余。現代在海南島的疍家，主要分布在海口、昌江、陵水、三亞等地：據調查和報導各資料統計，海口的疍家人主要集中在捕撈新村、捕撈舊村和白沙門下村；昌江的疍家人主要集中在海尾鎮新港；陵水的疍家人主要聚居在新港新村镇；三亞的疍家人分布在三亞港、鴻沙碼頭等地。

### 贛浙
九姓漁民或九姓漁戶，主要有陈、钱、林、李、袁、孙、叶、何、许等九姓，原為浙江疍民，研究相信與其他疍家同源。明清時期九姓漁民與粵閩疍民分佈地區相緊鄰，即處於江西全省及浙江錢塘江流域。據漁戶所在地傳說、地方史志和社羣內部較為認可的說法，他們祖先原是元末陳友諒部屬，在被朱元璋擊敗後被貶賤民為漁戶，散居範圍由鄱陽湖延伸至钱塘江流域，以建德為中心，不過江西界的漁戶都有被明官府登記在漁課冊中，有明確的都、圖信息，權益問題限於入湖捕魚權。新安江一帶的水上人是於1969～1970年分兩批被安排上岸定居，落腳於梅城、三都和大洋。
浙江蜑家分佈具體地點有舟山群岛，台州湾，温州湾，三门湾，杭州湾，新安江，富春江，兰江。

### 其他地區
15世纪，一些蜑家户住在太湖一帶，也有蜑家户在北京、南京、湖北、湖南以及大运河和长江河一带活动。
在越南，當地的疍(家)人（Người Đản (Gia)）融入並被歸類為艾族的一支。

## 語言
廣東疍家人的母語為疍家話，属于粵語，與粵語廣州話完全互通。
福建疍家人母語多為當地的閩語。
九姓渔民方言，其歸類尚不清楚。

## 傳統生活

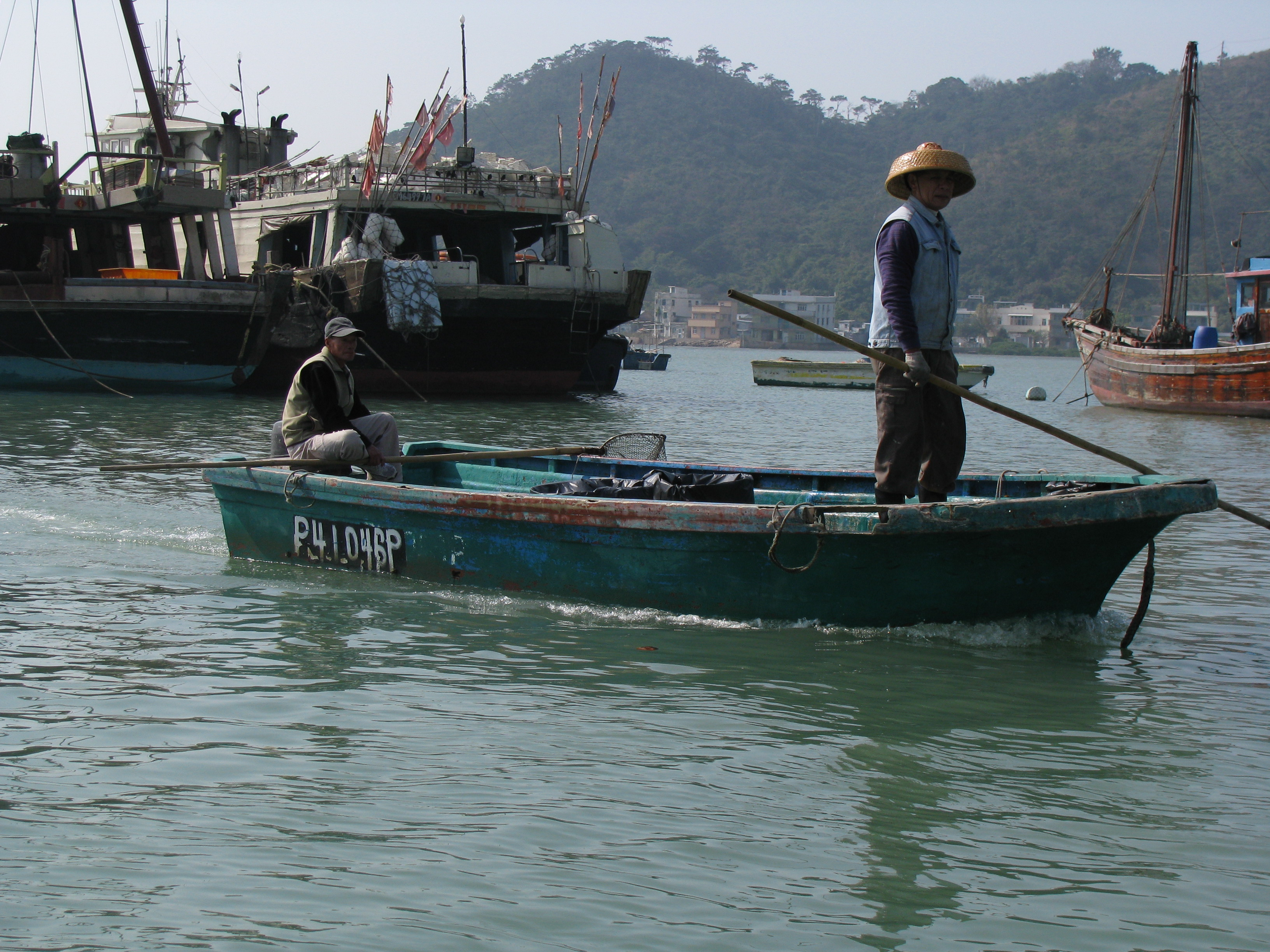
大澳岛的疍民

據歷史多個民族志調查都顯示，標識為疍家的羣體在文化習俗方面，從飲食、婚嫁、風俗、家居擺設以至儀式，與陸上居民更為接近，而與山上的瑤或畬則差異較大。信仰上信奉洪聖、北帝、觀音等也和陸居人一致，不過因為長期居於小艇上而具有獨特的文化生活習慣，舊時水上人還有信奉佛祖、媽祖和聖人公。

### 水居處所
疍家人棲身和謀生主要都在船艇之上，艇家群居也是疍家歷史上一大特點——由於每隻疍艇是住一家人，所以又稱連家船。一般而言，每隻船艇長僅五六米，寬約一二米。艇上部是遮蔽陽光和風雨的拱型蓋篷（疍篷），艇側有駛動船艇的長槳和搖櫓。底部船艙分為前後兩部分，前面水艙裝載魚貨，後面空艙則放置衣食雜物。船艇蓋篷下的中部、裝載魚貨的水艙之上墊上甲板，就作為疍民日常起居內室，夜間一家人就以甲板為牀。船艙外側掛着無底的便於拉撒的篾兜。船尾則放置水桶爐竈，用以加工食物和煮飯煲餸。

#### 疍家艇類
據民國二十一年（1932年）廣州市公安局對棲居在珠江河上艇戶所作統計，10多萬水上居民分別居於30多種不同的船艇中，共計三萬幾艘：船隻依照各自用途和樣式有不同名類，如運客過河或供人住宿過夜者，包括四柱大廳艇（也叫紫洞艇，俗稱「花舫」）、沙艇、橫水渡艇、孖舲艇（注：兩條連在一起有窗戶的船）、疍船艇等；運貨物者，包括貨艇、柴艇、西瓜艇、裝泥艇、運煤艇、運米船等；運肥料供應農民者，包括運糞艇、運尿艇、運垃圾船等；捕魚撈蝦網蜆者，包括蜆艇、捕魚蝦船等。 而在粵東潮州，疍民船隻除除一般的運輸艇、住家艇外，有一種比較大型的船隻叫六篷船，其裝飾華麗，停靠在潮州城外，以招徠達官貴人沿江觀景、飲酒作樂為主要目的，部分年輕疍民女子在船上從事陪游、陪酒、歌舞甚至娼妓等服務。

### 著裝打扮
在冬天時分疍家女性們會用黑布或花格布包著頭，而包頭布後面還有用一硬物「頭布拱」襯着，布上都繡着「狗牙花」。衣著無論男女，傳統都會用薯莨汁漿洗（抵擋水氣）的麻布衣服。疍民婦女還有專屬短褲，長度只到膝蓋上端，以藍色或灰色為主，褲子後部往外翹以免在勞作時沾濕。婦女們還常常在褲子上系有有鑲嵌圖案的銀腰帶，其作用主要為避免水氣侵入腰部。
另據建德文化學者朱睦卿在研究九姓漁民時的著述，當地漁戶歷史上有很長時間是不被允許穿鞋子（只准趿拉半隻）和長衫上岸，如有人整腳穿鞋，會被惡棍尋釁侮辱並奪取他們的鞋扔到茅廁。當地一名漁戶憶述，老一輩上岸去時無論冬夏，都習慣要在腰裡纏根稻草繩，據說這樣做是依照朱元璋時所定規矩、以此來區分良民和賤民。

### 忌諱、信仰及文化

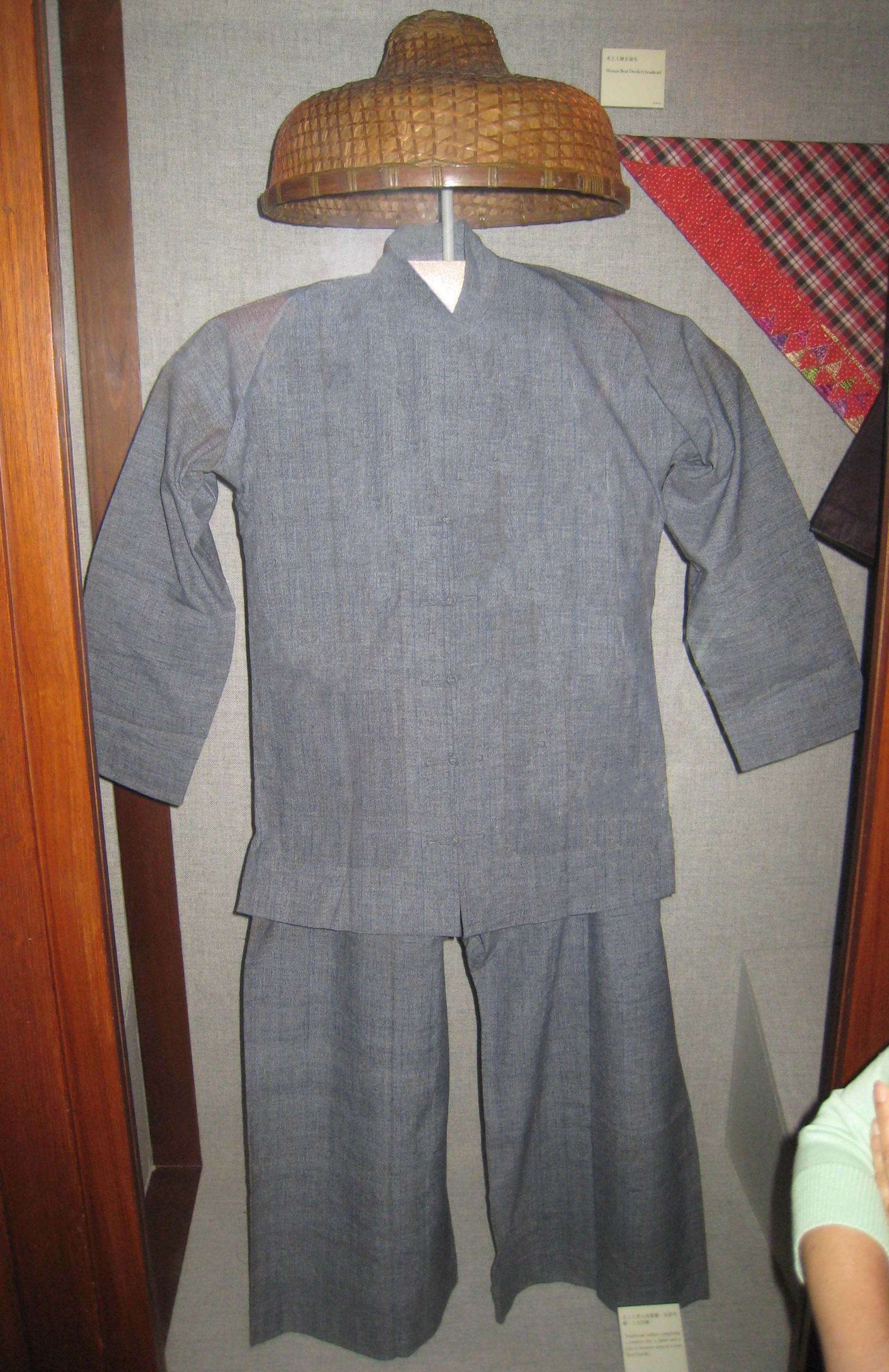
蜑民的傳統服飾

疍艇船頭被疍家視作神聖地方，過去由於對婦女歧視，不准婦女跨過船頭，怕婦女跨船頭後對捕魚不利。年節時日，疍民會在船頭張貼吉利字幅（「船頭興旺」）。到新的一年第一次起航時，會取豬肉一塊、活公雞一隻拜祭船頭，拜祭時以刀刺穿公雞雞冠，將血塗在船頭和船頭兩側，據說可以避邪，以保航行平安。有時還插上紅布制成的「吉利旗」，以保順風順水。
廣東的水上蜑家人有一種自娛自樂的一種漁歌文化－鹹水歌，又稱鹹水嘆、嘆哥兄、嘆姑妹、嘆家姐。早在明末清初鹹水歌就已流行在珠江三角洲地區一帶。疍家人為調劑、釋除漂泊大海生活的寂寞與憂愁，並增加社羣成員間的情感，逐漸在歷史裡形成該種對歌酬答的習俗。主要用獨唱、隨編隨唱、對唱等形式歌法。於情愛活動裡，年輕男女也會採用鹹水歌「對歌」，隨編隨唱，如果唱到兩情相悅，男方家就會請媒人去女方家說媒。現代是以廣東中山市坦洲鎮用粵語沙田話歌唱者較流傳廣泛、曲目豐富，延續了這類傳統的漁歌唱法文化。
蜑家人與其他漢族民系同樣有祭祖的傳統，但他們大多不用神主牌代表祖靈，而是用木製的人像。在親人逝世後，蜑家人會請靈媒與剛逝世的親人通靈，親人會描述他所喜的造型，然後家屬就會請工匠依照描述製作偶像，完成後會放在船頭的神龕供奉。

## 文艺作品
- 鬼吹灯之南海归墟

### 引用
1. ↑  Paine, Lincoln. . Atlantic Books. 2014-02-06  [2020-05-14]. （原始内容存档于2021-05-01） –Google Books.
2. 1 2  中國語言地圖集，商務印書館，2012，ISBN 978-7-100-07054-6
3. 1 2  东莞史话 沙田疍家文化 2012-07-05 广东省东莞市档案馆 的存檔，存档日期2023-01-16.
4. 1 2  区缵. . 三亚学院. 2013-06-04 （中文（中国大陆））.
5. 1 2  香港仔工業學校 香港白話蛋民民俗的承傳 香港中華文化促進中心 第十三屆「歷史文化考察報告獎」 初級組  的存檔，存档日期2005-12-25.
6. 1 2 3  海南大学副研究员张朔人著述，学者解析明清时代南海疍民的身份转变 2014-06-02 中国新闻网 的存檔，存档日期2023-01-10.
7. 1 2 3 4  萧凤霞、刘志伟：《宗族、市场、盗寇与蛋民——明以后珠江三角洲的族群与社会 》，《中国社会经济史研究》2004年第3期（页面存档备份，存于）
8. 1 2 3  疍歌诉情乐逍遥 南国都市报 2021-10-17 的存檔，存档日期2023-01-11.
9. 1 2  直把东江作故乡——东江疍民小史 2019-10-28 河源市人民政府 的存檔，存档日期2023-01-11.
10. ↑  福州大学闽商文化研究院与复旦大学古DNA实验室合作项目取得新进展
11. 1 2  香港樹仁大學，馮國強 水上族群的源流和族屬 新亞論叢二零一三年總第十四期 的存檔，存档日期2023-01-12.
12. 1 2  羅香林〈蛋家〉《民俗》（蛋戶專號）民國18年（1929）第76期。羅香林認為林邑族就是蜑族源頭，但未直接指出是越族。數年後，再發表〈唐代蜑族考上篇〉《文史學研究所月刊》廣州：國立中山大學，1934年，第二卷第三四期合刊。頁4指出林邑蠻即古代越族遺裔。《唐代蜑族考上篇》，刊《國立中山大學文史研究所月刊》第2卷第3、4期合刊，1934年
13. 1 2 3 4  李小翠. . 广州图书馆. 南方都市报. 2008-02-25. （原始内容存档于2022-08-13） （中文（中国大陆））.
14. ↑  「秦始皇使尉屠雎統五軍，監祿殺西甌王，越人皆入叢薄中，與禽獸處，莫肯為秦，疍戶即為入叢薄中之遺民也。」見瞿宣穎纂輯《中國社會史料叢鈔》甲集上冊，上海書店據商務印書館1937年版復印本，第389頁
15. ↑  刘传标， 福州， 福建社会科学院. . 《福建论坛·社会经济版》. 2003年, 第9期: 68. 1000-8780 2003 09-0068-04.[永久]
16. 1 2  .   [2020-05-27]. （原始内容存档于2021-05-01）. He described the boat people as “wandering people, carrying their families on the boats, under the guise of trading, obtaining false papers and travelling between Beijing and Nanjing, Hunan and Hubei, Honan and Huaian."
17. ↑  何格恩〈蜑族之研究〉《東方文化》香港：香港大學，1959-1960 年，第五卷，第一及二期抽印本，頁 2
18. ↑  何格恩〈唐代的蜑蠻〉《嶺南學報》廣州：嶺南大學，1936 年 8 月，第五卷，第二期，頁135
19. ↑  吴永章〈古代鄂川湘黔边区蜑人与岭南蜑人之比较研究〉，原载《广西民族研究》南宁市： 广西人民出版社 1987 年，第二期，页 81-85。原题是〈古代鄂川湘黔边区蜑人与岭南蜑人之比较研究〉，后改题目为〈南北蜑 人不同族属新说〉。
20. 1 2  詹坚固. 建国后党和政府解决广东疍民问题述论[J]. 当代中国史研究, 2004, 11(6):11.
21. ↑  《福建疍族復權之請願》，載《申報》1912年3月22日
22. ↑  严昌洪. 近代东南社会 “贱民” 群体的复权意识与复权斗争[J]. 史林, 2005 (4): 23-26.
23. ↑  清代錢謙益註《杜工部集》卷八「長沙郡雜有夷蜑，名曰莫傜」。《通典》之《州郡十三》：「湘州。（鄰郡十，理長沙。今郡。）齊並因之。州境之內，含帶蠻蜑。」嘉靖《常德府志》之《地理志》提及常德「屬楚。《漢書》：周成王時封文武，先師鬻熊之曾孫繹於荊為楚。《舊志》：商周，為蠻蜑所居」。
24. ↑  《蠻書》：「夷、蜑居山谷（蜑即蠻之別名），巴夏居城郭，與中土風俗、禮樂不同。」《通典》之《邊防一》提到「蜑」之岩葬葬俗：「潭、衡州人曰：蜑取死者骨，小函子盛置山岩石間。大抵習俗既殊，其法各異，不可遍舉矣。」
25. ↑  吴, 水田; 陈, 平平. . . 社会科学文献. 2017. ISBN 978-7520113090.
26. ↑  陳序經：《疍民的研究：中國大陸香港台灣》，商務印書館，1946年，p156
27. 1 2 3 4 5 6  吴, 水田; 陈, 平平. . . 社会科学文献. 2017. ISBN 978-7520113090.
28. ↑  陶宗儀《南村輟耕錄》：「有司名曰烏蜑戶。蜑音但。仁宗登極，特旨放免。時敬公威卿為江西行省參知政事，俾該管掾史立案，令廣東帥府抄具烏蜑戶一一籍貫、姓名，置冊申解他省。」
29. ↑  自明太祖「設立蛋戶、漁戶、教坊等名色，禁錮敵國大臣之子孫妻女，不與齊民齒」的規定之後，疍民群體隨之進入社會最底層。見（清）顧公燮《消夏閒記摘抄》之《鳳陽人乞食之由》商務印書館，1924年
30. 1 2 3  何晟. . 钱江晚报 (浙江日报报业集团). 2022-07-07. （原始内容存档于2023-01-17）.
31. ↑  但疍民生存問題令官府定期徵稅有難，如《韶州府志》說王溥在明弘治十七年（1504）知乳源縣，「時疍民漁課難於納米，申請折納本色。民甚便之」。「張慎……嘉靖初，由舉人知英德，廉明簡靜，平田賦，輕蛋課。」官員有時鑑於難以徵收疍民稅費，還有奏請減免或減少稅額，如洪武二十四年（1391），香山縣「河泊所額設蛋戶，六圖立有里甲，一如縣制，有大罾小罾一十九色，共二千六百二十戶，歲縣差甲首一戶赴所辦納各色課程」。
32. ↑  同治年間嚴州署知府戴檠《裁嚴郡九姓漁課並令改賤為良碑記》轉引自《浙江民俗》1985年第1、2合輯
33. ↑  見明呂昌期修、俞炳然纂萬曆《續修嚴州府志》，可知明代以前當地未有漁課，到之後就「魚課鈔三百四錠四貫二百七十文」，自日本藏中国罕见地方志丛刊, Volume 8 ，书目文献出版社, 1991年，p176
34. 1 2 3 4  陈光良. 岭南疍民的经济文化类型探析[J]. 广西民族研究, 2011(2):6.
35. ↑  ［日］井上彻. 明末珠江三角洲的乡绅与宗族[J]. 中国社会历史评论, 2009 (0): 65-83.的存檔，存档日期2023-01-16.
36. ↑  《霍文敏公全集》卷 10 下，《公行‧兩廣事宜》。「東莞、順德、香山之訟，惟爭沙田。蓋沙田皆海 中浮漲之土也。頑民利沙田，交爭焉。訟所由棼也。善斷者凡訟沙田皆沒入之官，則訟永息矣。何也？ 沙田者海中之洲島也。先年五嶺以南皆大海耳，故吾邑曰南海。漸為成鄉井，民亦蕃焉。南海闔邑皆 富饒沃土矣。今也香山、順德又南海之南洲島，日凝與氣俱積亦勢也。頑民利洲島，交利互爭，訟所由棼。有司所不能斷者也。如遇沙田之訟，即按其籍給之，曰：爾田何年報稅。如果增報稅額，有益國賦也。按籍給之永業，無籍者沒之官。若曰吾所承之業從某戶某田塌陷，代之承補者也，則奸民之尤也，宜勿聽，仍斷其田沒之官，則奸固難售，而訟亦可省矣。是固聽沙田之訟之策也。又曰：凡訟沙田皆沒之官，則沙田之訟自息耳。蓋沙田皆海中浮土，原無稅業，是民所由爭也。語曰：一兔在野， 眾共逐焉，無主故也。積兔在市，過而不問，有主也。海中沙田，野兔之類也。其爭也逐兔也。沒之官，召民承買而取其價，以供公需，絕訟之術也。」
37. ↑  陈翰笙：《解放前的农民与地主——华南农村危机研究》，北京，中国社会科学出版社，1984年，p25
38. ↑  嘉靖《香山縣志》，卷三，《政事志》：「本縣沿海一帶腴田，各系別縣寄莊，田歸勢豪，則田畔之水埠，海面之罾門，亦將并而有之矣。」另参见西川喜久子：《关于珠江三角洲沙田的“沙骨”和“鸭埠”》，载叶显恩主编：《清代区域社会经济研究》下册，北京：中华书局，1992
39. ↑  蕭, 鳳霞. 余, 國良 , 编. . 香港中文大學. 2022: 181. ISBN 978-988-237-254-2.
40. ↑  在沙田業主與直接生產者之間，還有多重的租佃和僱傭關係，可參見谭棣华：《清代珠江三角洲的沙田》，广州：广东人民出版社，1993，p103－122
41. ↑  刘志伟：地域空间中的国家秩序——珠江三角洲“沙田—民田”格局的形成 2005-05-16 源《清史研究》1999-02，中华文史网整理编辑  的存檔，存档日期2022-08-19.
42. ↑  张先清、刘长仪 “他者”到“国民”：近代中国关于疍民的公共话语与族界建构 2019-02-02 源《学术月刊》2018年第12期 的存檔，存档日期2022-09-03.
43. 1 2  国家图书馆（福州）讲座：福州疍民民俗掠影 2017-05-10 源：福建省图书馆官网 的存檔，存档日期2023-01-13.
44. ↑  朱绍杰 俞小婷 寻找广州最后的疍家 羊城晚报 2012-01-07 的存檔，存档日期2023-01-16.
45. ↑  詹坚固. 建国后党和政府解决广东疍民问题述论[J]. 当代中国史研究, 2004, 11(6):11.
46. ↑  叶显恩．明清广东疍民的生活习俗与地缘关系［J］．中国社会经济史，1992，(1):59
47. 1 2 3  朱海滨. 九姓渔民来源探析[J]. 中国历史地理论丛, 2006, 21(2): 51-59.
48. ↑  . www.matsu-news.gov.tw.   [2022-10-15]. （原始内容存档于2022-10-16）.
49. ↑  .   [2023-10-02]. （原始内容存档于2023-04-05）.
50. ↑  袁平峰. . 南方都市报. 2020-06-04. （原始内容存档于2021-08-01）.
51. ↑  . 知乎专栏.   [2020-05-14]. （原始内容存档于2021-05-01）.
52. ↑  對江西九姓漁民的討論，可另見傅衣凌《〈王阳明集〉中的江西“九姓渔户”（休休室读史札记之一）一附论江西九姓渔户与宸濠之乱的关系》(《厦门大学学报（社会科学版）》1963年第1期)等
53. 1 2  杨荻 九姓渔村 2019-11-12 青年文学2019年2期 的存檔，存档日期2023-01-17.
54. ↑  刘, 诗古. . . 社会科学文献. 2018. ISBN 9787520131940.
55. ↑  Deng, Gang. . Greenwood Publishing Group. 1999-05-15  [2020-05-31]. （原始内容存档于2021-05-01） –Google Books.
56. ↑  He, Xi; Faure, David. . Routledge. 2016-01-13  [2020-05-31]. （原始内容存档于2021-05-01） –Google Books.
57. 1 2 3 4  珠江流域水上居民的历史与现状 黄新美 2021-03-08 文史广东 源《岭南文史》杂志  的存檔，存档日期2023-01-12.
58. ↑  按照老輩流傳說法，佛祖掌握着家門和自身的命運，可以給漁民治病，并能左右收成好壞；媽祖知道四時氣候，可以指示出海捕魚的地點；聖人公則專門負責治鬼壓妖。
59. 1 2 3  金叶，任朝亮 水上今昔 2009-07-15 映象广州 广州图书馆 的存檔，存档日期2023-01-13.
60. ↑  花舫為珠江河一帶較大型船隻，始於明代，原為妓艇，後以酒席飲宴為主。不少文獻描述有疍民與紫洞艇的故事。明末清初，南海紫洞村人麥耀千與紫洞艇來歷有莫大關係。
61. ↑  吴, 水田; 陈, 平平. . . 社会科学文献. 2017. ISBN 978-7520113090.
62. ↑  馮, 國強. . . 萬卷樓. 2021. ISBN 9789864784882.

### 延伸閱讀
- [英]駱克：《香港殖民地展拓界址報告書》(Report by Mr.Stewart Lockhart on the Extension of the Colony of hong kong).1898年10月8日，英國殖民地部檔案：C.O.882/5,pp34-64
- [日]古川壽八:《廣東、廣西兩省出張報告概要》,臺北,臺灣銀行調查課，1919
- 鐘敬文：《中國置民文學一臠》，《小說月報》（中國文學研究號），1928年
- 黄云波：《广州蛋俗杂谈》，《国立第一中山大学语言历史学研究所周刊》1928年第35-36期
- 吳高梓：《福州置民調查》，燕京大學《社會學界》1930年第4卷
- 岭南大学社会研究所：《沙南蛋民调查》，《岭南学报》第3卷，第1期（1934年1月）
- 何格恩：《蜑族的来源质疑》，《嶺南学报》1936第1期
- 何格恩：《唐代的蜑蛮》，《嶺南学报》1936年第2期
- 伍锐麟：《三水河口蛋民调查报告》，《嶺南学报》1936年第2期
- 陈序经：《疍民的研究：中国大陆香港台湾》，商务印书馆，1946年
- 吴高梓：《福州疍民调查》，李文海：《民国时期社会调查丛编：底边社会卷》，福建教育出版社，2005年，ISBN 9787533424596 p565-577
- 邹德珂、项孝挺：《福州市台江区小船户各种统计及其生活状况的调查》，同上，p578-587
- 吴永詹：《闽江流域的蜑户》，《新亚细亚》1937年第2期
- 陈碧笙：《关于福州水上居民的名称、来源、特征以及是否少数民族等问题的讨论》，《厦门大学学报(哲学社会科学版)》1954年第1期
- 韩振华：《试释福建水上蛋民(白水郎)的历史来源》，《厦门大学学报(哲学社会科学版)》1954年第5期
- Barbara Ward，"Varieties of the Conscious Model：The Fishermen of South China"，in The Relevance of Models for Social Anthropology，edited by Michael Banton（London：Tavistock Publications Ltd.），1965
- [日]可兒弘明，香港艇家的研究（香港中文大學・東南亞研究専刊之五） ，香港中文大學新亞書院研究所, 1967
- Eugene N.Anderson，"The Boat People of South China"，Anthropos，vol.65（1970）
- [日]可児弘明，香港の水上居民: 中国社会史の断面，東京: 岩波書店, 1970
- Eugene N.Anderson，Essays on South China’s Boat People,Orient Cultural Service,Taipei,1972
- Eugene N.Anderson and M.L.Anderson，Mountains and Water:The Cultural Ecology of South Coastal China,Orient Cultural Service,Taipei,1973
- 蒋炳钊：《蛋民的历史来源及其文化遗存》，《广西民族研究》1984年第4期
- David Faure，"The Tangs of Kam Tin—A Hypothesis on the rise of a gentry family"，in From village to City：studies in the traditional root of Hong Kong society，edited by David Faure，James Hayes and Alan，Birch（Hong Kong：Centre of Asian Studies，University of Hong Kong，1984），p24-42
- 吴建新：《广东疍民历史源流初析》，《岭南文史》1985年第1期
- Eugene N.Anderson，The Happy Heavenly Bureaucracy：Supernatural and the Hongkong Boat People,《亞洲民俗社會生話專刊》第二十九輯，東方文化書局，1985
- Barbara E.Ward（華德英），Through Other Eyes Essays in Understanding Conscious Models-Mostly in HongKong,The Chinese University Press,Hong Kong,1985
- 華德英：《從人類學看香港社會一一華德英教授論文集》，馮承聰等編譯，大學出版印務公司，1985
- 吴永章：《古代鄂川湘黔边区蜒人与岭南蜒人之比较研究》，《广西民族研究》1987年第2期
- 张寿棋、黄新美：《珠江口水上先民“疍家”考》，《社会科学战线》1988年第4期
- 黄新美：《珠江口水上居民（蛋家）的研究》，广州：中山大学出版社，1990年 ISBN 7-306-00256-2
- 黄新美：《珠江口水上居民(疍家)种族现状的研究》，《中山大学学报(哲学社会科学版)》1990年第2期
- 傅贵九：《明清疍民考略》，《史学集刊》1990年第1期
- 刘复兴：《化州水上居民的婚丧习俗》，《民俗研究》1990年第3期
- 林蔚文：《福建蛋民名称和分布考》，《东南文化》1990年第3期
- 張壽祺：《蛋家人》，中華書局香港有限公司，1991，ISBN 9622316387
- 叶显恩．明清广东疍民的生活习俗与地缘关系［J］．中国社会经济史，1992，(1):56－62
- 饶宗颐：《说蜑》，载《饶宗颐潮汕地方史论集》，汕头大学出版社，1996
- 吴永章：《南北蜑人不同族属新说》，载中南民族学院民族研究所编《南方民族研究论丛》第二辑，民族出版社，1996
- 周大鸣：《澳门的族群》，《中国社会科学》1997年第5期
- 张寿祺：《水上先民(家)与广东农业》，《学术研究》1997年第10期
- 蒋炳钊：《蛋民的历史来源及其文化遗存》，《广西民族研究》1998年第4期
- 费孝通：《闽江口速写》，费孝通：《费孝通文集》第十卷，群言出版社，1999年，ISBN 9787800802508 p356-368页
- 广东省民族研究所编：《广东疍民社会调查》，中山大学出版社，2001年，ISBN  9787306017789
- 陈礼贤：《海疍：斜阳岛疍民考察(上)》，《广西民族学院学报(哲学社会科学版)》2002年第2期
- 秦璞、徐杰舜：《河疍——梧州水上居民考察(上)》，《广西右江民族师专学报》2005年第2期
- 何家祥：《农耕他者的制造——重新审视广东“疍民歧视”》，《思想战线》2005年第5期
- "Lineage，Market，Pirate，and Dan：Ethnicity in the Pearl River Delta of South China" in Empire at the Margins：Culture, Ethnicity, and Frontier in Early Modern China (Studies on China),edited by Pamela Kyle Crossley, Helen F. Siu, Donald S. Sutton ,Berkeley Los Angeles London:University of California Press,2006 ISBN 9780520230156
- 张银锋：《族群歧视与身份重构：以广东“疍民”群体为中心的讨论》，《中南民族大学学报(人文社会科学版)》2008年第3期
- 黄向春：《从疍民研究看中国民族史与族群研究的百年探索》，《广西民族研究》2008年第4期
- 程美宝：《水上人引水——16-19世纪澳门船民的海洋世界》，《学术研究》2010年第4期
- 伍锐麟：《民国广州的疍民、人力车夫和村落：伍锐麟社会学调查报告集》，广东人民出版社，2010年，ISBN 9787218066288
- 唐国建：《从疍民到“市民”：身份制与海洋渔民的代际流动》，《新疆社会科学》2011年第4期
- 陈勉、区缵：《疍民史志》，何国强、中山大学人类学系高峣调查组：《中国田野调查丛书(第2辑):滇池草海西岸八村调查报告(套装上下册)》，知识产权出版社，2011年，ISBN 9787513004039
- 林有能, 吳志良, 胡波主編，廣東省社會科學界聯合會編：《蜑民文化研究——蜑民文化學術研討會論文集》香港：香港出版社，2012，ISBN 9789881829887
- 林有能, 吳志良, 龍家玘主編，廣東省社會科學界聯合會編：《蜑民文化研究. 二. , 第二屆蜑民文化學術研討會論文集》香港：香港出版社，2014，ISBN 9789881246608
- 李宁利：《明清时期疍民社会与中国对南海诸岛的管辖》，《西南民族大学学报(人文社会科学版)》2014年第10期
- 刘莉：《渔权与海权——海南岛沿海渔民的历史考察与现实意义》，《中山大学学报(社会科学版)》2014年第3期
- 颜广文：《从“瓯邓”到疍民——疍民起源新解》，《广东社会科学》2015年第2期
- 馮國強：珠三角水上族群的語言承傳和文化變遷，臺北：萬卷樓圖書股份有限公司，2015，ISBN 9789577399823
- 刘莉：《做海：海南疍家的海上实践与文化认识》，《广西民族大学学报(哲学社会科学版)》2016年第5期
- 刘莉：《在场：海南疍家女性的空间、身体与权力》，《开放时代》2019年第1期
- 刘莉：《地方性知识视域下西沙驻岛渔民的海洋实践》，《云南师范大学学报(哲学社会科学版)》2019年第6期
- 吴永章、夏远鸣：《疍民历史文化与资料》（岭南文库），广东人民出版社，2019年，ISBN 9787218132570
- 馮國強：兩廣海南海洋捕撈漁諺輯注與其語言特色和語彙變遷，臺北：萬卷樓圖書股份有限公司，2020，ISBN 9789864784318
- 卫聚贤：〈台灣山胞由華西遷來 （页面存档备份，存于）〉